# West Tanfield
West Tanfield est un village et une paroisse civile du Yorkshire du Nord, en Angleterre.